# غار چشمه ساسان
غار چشمه ساسان مربوط به دوره نوسنگی است و در شهرستان کازرون، بخش مرکزی، روستای چوگان واقع شده و این اثر در تاریخ ۱۱ شهریور ۱۳۸۲ با شمارهٔ ثبت ۹۸۲۶ به‌عنوان یکی از آثار ملی ایران به ثبت رسیده است.